# Kiss Anikó (modell)
Kiss Anikó magyar modell, fotómodell, manöken.

## Élete
A Bem József Óvónőképző elvégzése után rövid ideig óvónői pályán dolgozott. 1989-ben végzett az Állami Artistaképző Intézet manöken- és fotómodell szakán, Diós Kati osztályában. Még ebben az évben a Reform című lap fotómodellversenyén harmadik helyezést ért el. Ezután folyamatosan kapta a felkéréseket. Szerepelt reklámfilmekben, divatbemutatókon, bemutatkozott fotómodellként. Tóth József Füles fotója, a Totó-Lottó reklám egyik ismert fotója, ami a fotós életmű kiállításán is látható volt. Címlapokon szerepelt, például az Ez a Divat borítóján.
Az OKISZ Labor nagybemutatóján debütált és következtek bemutatók külföldön is. 1992-ben egy olasz krimiben epizódszerepet játszott. Manökenmunkájával Olaszországon kívül Németországban, Amerikában, Dél-Afrikában és Szibériában járt. A Mulligan ügynökség révén öt hétig fokvárosi fotózáson vett részt.
Később az utánpótlás oktatásával kezdett foglalkozni, modelliskolát vezetett és koreográfiát tanított, gyermekek tánc-, mozgásoktatásával is foglalkozott. Számos nagyszabású divatbemutatót rendezett a budapesti divatnapokon, a Thália Színházban, a Stefánia Palotaban, a Hilton Budapestben és a Trend2-ben.
Fotósai voltak többek közt Tóth József és Módos Gábor fotóművészek.